# Konvekční bouře

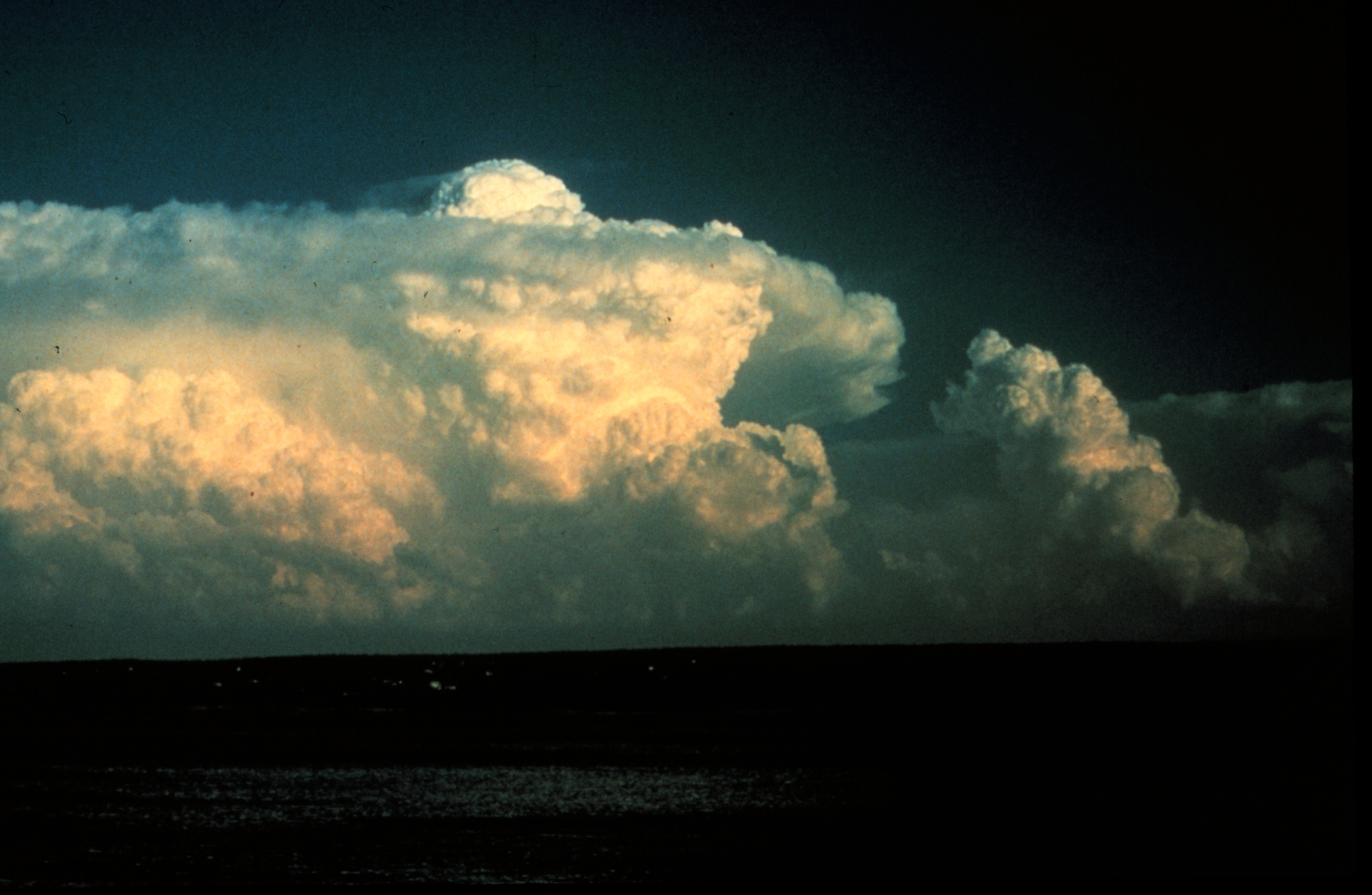
Cumulonimbus

Konvekční bouře, též konvektivní bouře, je soubor jevů spojených s výskytem konvekčních oblaků druhu cumulonimbus. Souborem jevů se rozumí poryvy větru, intenzivní deště, kroupy, blesky, apod. 
Meteorologický slovník výkladový a terminologický vymezuje pod pojem bouře konvekční „velmi silné intenzity“ (severe storms) bouře, které splňují alespoň jedno z následujících kritérií: výskyt tornáda, výskyt krup o průměru větším než 2 cm, výskyt ničivého větru o rychlosti přesahující 25 m·s−1.
Někdy je jako synonymum ke konvekční bouři používán pojem bouřka, ten je však vyhrazen elektrickým, optickým a akustickým jevům, které jsou na konvekční bouře vázány. I když jsou spolu konvekční bouře a bouřky úzce svázány, nejedná se o stejný jev.

## Dělení bouří podle struktury
Nejčastěji se setkáváme s klasifikací bouří podle struktury. Typ bouře je odvislý od instability a na střihu větru. Rozeznávají se tři základní typy:
- jednobuněčné bouře, unicely (single cell storms, unicell storms)
- vícebuněčné bouře, multicely (multicell storms)
  - shlukové multicely (multicell cluster storms)
  - liniové multicely (multicell line storms)
- supercely (supercells)